# Dumb Blonde
«Dumb Blonde» —en español: «Rubia Tonta»— es una canción interpretada por la cantautora franco-canadiense Avril Lavigne. Se lanzó el 12 de febrero de 2019, como tercer sencillo de su sexto álbum Head Above Water. por BMG. Fue escrita por Lavigne, Mitch Allan y Bonnie McKee, mientras que la producción fue realizada por Mitch Allan, Bonnie McKee, Chris Baseford, y Scott Robinson. 
Aunque originalmente tenía la intención de ser una canción solista, la versión final cuenta con la voz de la rapera Nicki Minaj. Es una canción uptempo que trata sobre el amor propio y el empoderamiento femenino. «Dumb Blonde» obtuvo críticas muy favorables de los críticos de música, y la mayoría lo calificó de «himno feminista», además de complementar su producción con la aparición de Minaj como invitada.

## Antecedentes y lanzamiento
El 7 de diciembre del 2018, Lavigne reveló la lista final de las canciones para su sexto álbum de estudio, Head Above Water, que incluía la canción en versión solista titulada "Dumb Blonde" como la canción número cinco. Adicionalmente, la versión solista de la canción está incluida en los lanzamientos del CD y el vinilo de Head Above Water.
El 7 de febrero de 2019, la lista de canciones del álbum en Amazon se actualizó, confirmando que la canción cuenta con la rapera Nicki Minaj. De hecho, la canción dura 26 segundos más que la versión original (3:08 a 3:34), lo que sugiere que el verso de Minaj se agregó al final.
El 11 de febrero, el servicio de transmisión chino Xiami confirmó que la canción a dueto se lanzará al día siguiente como sencillo promocional para Japón. La portada oficial, que muestra a Lavigne chupando una paleta, representa el estereotipo de una "rubia tonta".

## Composición y producción
"Dumb Blonde" fue escrita por Lavigne con Mitch Allan y Bonnie McKee, mientras que su producción fue realizada por Mitch Allan, Bonnie McKee, Chris Baseford, y Scott Robinson. La pista dura tres minutos treinta y cuatro segundos. Lavigne lo describió como "la canción más uptempo del álbum", críticos han aclamado a la canción por sus toques rock de guitarras pesadas, lo cual recuerda a sus primeros trabajos, y por sonar a una mezcla entre Joan Jett y Sleigh Bells.
Sobre el concepto y la idea de la canción, Lavigne dijo a Entertainment Weekly: "Es algo que pasé por el hecho de que tuve una experiencia con alguien que me llamó rubia tonta. Y pensé: "es un buen concepto y título". Comenzó como una misógina intimidada por mi independencia, pensé que eso era realmente injusto".
En una publicación de Instagram, ella continúa: "Se lo traje a Bonnie McKee y Mitch Allan, quienes me ayudaron a darle vida. Me sentí menospreciada y mal por ser quien era: una líder, alguien con una visión y opiniones, alguien que tiene fuerza, deseo, pasión y metas. Sí, las mujeres debemos fortalecernos mutuamente, pero deben hacerlo los hombres y las mujeres".
Según Breathe Heavy, Minaj afirma que su verso, que concluye su apariencia diciendo: "No quiero que haya fraudes, guiño guiño", se interpretó como una frase dirigida contra la rapera estadounidense Cardi B.

## Crítica y recepción
Brittany Spanos de Rolling Stone describió el tema como de "empoderamiento" y la describió como la canción "power pop kiss-off". Nick Levine, de NME, mientras revisaba Head Above Water, dijo que la canción era "una respuesta descarada a un hombre que la subestimó". Allison Bowsher de Much consideró que la canción es "la sensibilidad del rock pop de los primeros años de la década de los 90, con una línea de batería contagiosa y un coro de llamadas y respuestas que está pidiendo ser escuchado en todas las estaciones de radio". También elogió la decisión de Lavigne de colaborar con Minaj y dijo que es la colaboradora perfecta para su nuevo sencillo, ya que trae su propio estilo, que podría hacer de" Dumb Blonde "un gran éxito para ambas artistas.
Ian Gavan, en su reseña de Nylon, escribió que "Dumb Blonde" era "un nuevo himno feminista". Elogió el atractivo comercial y público de la canción, así como la parte de rap de Minaj. Lucas Villa out AXS también complementó la actuación de Minaj y caracterizó su verso como "explosivo". Alex Darus de Alternative Press elogió la composición general y vio que "la característica de Minaj se siente como un ajuste perfecto".
PunkNews llamó a la pista "una mezcla de punk rock urbano y lleva la pista un viaje instrumental sencillo", mientras que Jessica Lungo de la misma revista describió la canción como "fácilmente su mejor interpretación en el disco." Madelin Roth de MTV proclamó a Lavigne y a Minaj "el dúo de pop más candente de la actualidad". Katherine Gillespie de Paper elogió a "Dumb Blonde" y agregó que "de alguna manera logra combinar todos los géneros en los que Lavigne ha incursionado a lo largo de una prolífica carrera pop-punk". En una revisión para Complex, Tara Mahadevan afirmó que la canción y las letras eran "edificantes" y "empoderantes". Josiah Hughes de Exclaim! Publicó una crítica entusiasta y llamó a la canción "punk pop banger". Rap Up aplaudió el alentador mensaje lírico de la canción.
Ming Lee Newcomb, de Consequence of Sound, describió a "Dumb Blonde" como "descarada pista de batería". Señaló que "la canción solidifica el esfuerzo de la niña sk8er para hacer una reaparición cultural". Israel Daramota de Spin elogió la naturaleza "antémica" de la composición. Sintió que la pista basada en percusión de "Dumb Blonde" se debe mucho más al molde de "Hollaback Girl" de Gwen Stefani, pero también captura la actitud burlona que se encuentra en las pistas más conocidas de Lavigne ". Glenn Rowley de Billboard calificó la canción de "colaboración ardiente". Mientras revisaba "Dumb Blonde", Melody Lau de CBC Music complementó la idea de desafiar los estereotipos de "una tonta rubia". Mike Nied de Idolator hizo la observación de que "Dumb Blonde" era uno de las "canciones ardientes que merecen un montón de radio".
Alex Zidel de HotNewHipHop dio una crítica positiva y espera que "Dumb Blonde" sea "tan icónica como los artistas que la respaldan". Consideró que la canción era "definitivamente un lugar para sentirse bien" entre Lavigne y Minaj.

## Otros usos
La canción se incluyó en la banda sonora de The Hustle siendo agregada oficialmente como tema para el segundo tráiler.

## Créditos y personal
Créditos adaptados de Tidal.
- Avril Lavigne - Voz principal y composición.
- Nicki Minaj - Voz destacada.
- Mitch Allan - Producción.
- Bonnie McKee - Composición y producción.
- Chris Baseford - Producción vocal.
- Scott Robinson - Producción vocal.
- Tony Maserati -Ingeniería de discos y mezclas.
- Caleb Hulin - Ingeniería de registro.
- Chris Gehringer - Ingeniería de registro y masterización.
- Chantry Johnson - Ingeniería de registros Will.
- Quinnell - Masterización.

## Posicionamiento en las listas
| Listas (2019)                               | Mejor posición |
| ------------------------------------------- | -------------- |
| Canadá (Canadian Hot 100)                   | 92             |
| Estados Unidos (Digital Songs)              | 24             |
| Japón (Hot Overseas)                        | 14             |
| Lituania (AGATA)                            | 93             |
| Nueva Zelanda Hot Singles (RMNZ)            | 16             |
| Reino Unido Indie (Official Charts Company) | 22             |
| República Checa (Rádio Top 100)             | 63             |